# Aritella munginia
Aritella munginia är en insektsart som beskrevs av Otte, D. och R.D. Alexander 1983. Aritella munginia ingår i släktet Aritella och familjen syrsor. Inga underarter finns listade i Catalogue of Life.